# Movimiento de minicasas

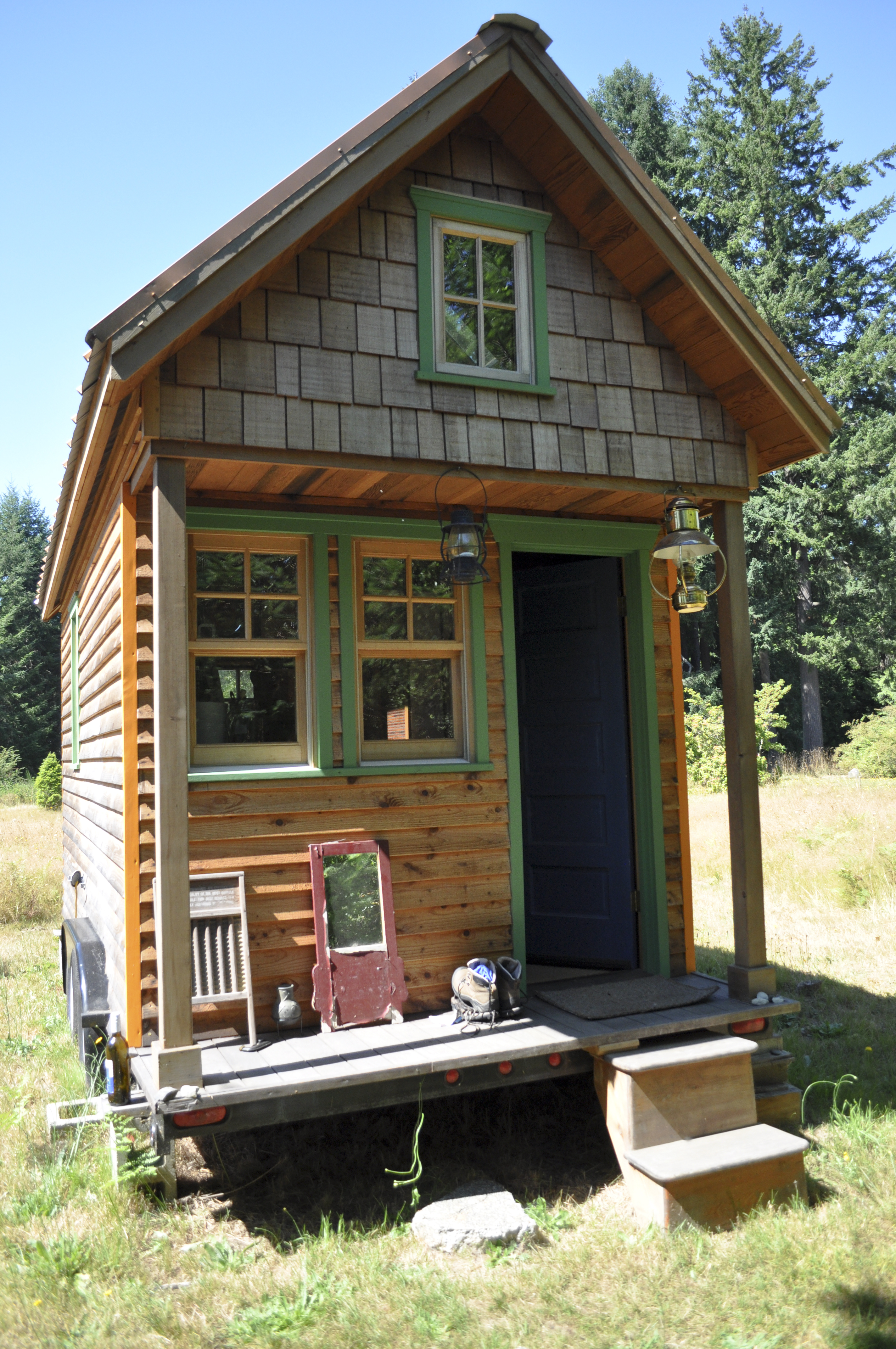
Una casa pequeña, Portland.

El movimiento Pequeñas Casas es una forma popular de referirse al movimiento arquitectónico y social que aboga por vivir en pequeñas casas y de manera simple.

## Historia del movimiento

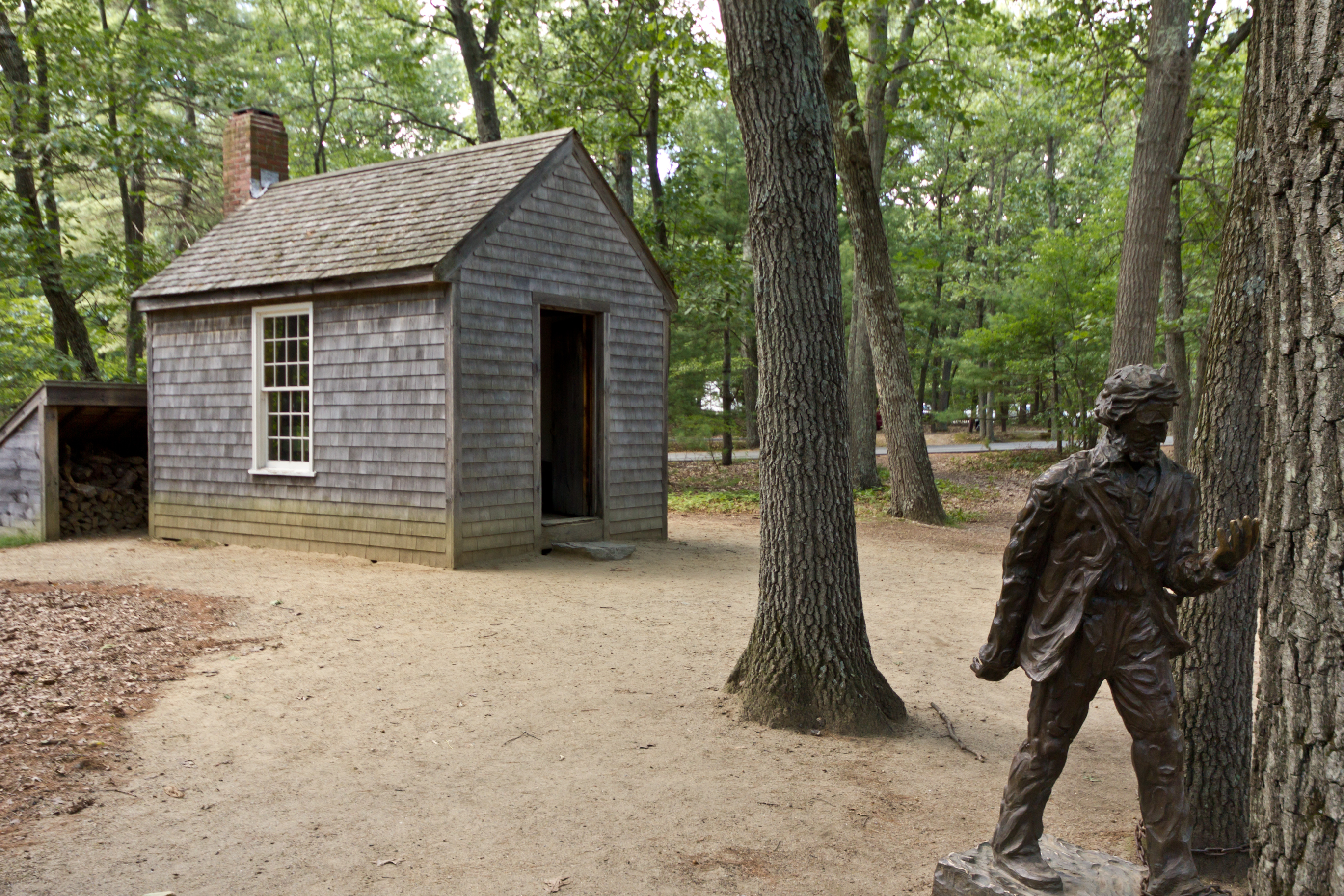
Réplica de la cabaña de Thoreau en las inmediaciones de Walden Pond.

Mientras que en los países desarrollados el tamaño de las viviendas se ha ido reduciendo, en algunos el tamaño de la vivienda familiar se ha incrementado. Es el caso de Estados Unidos, en donde el tamaño promedio de las nuevas viviendas unifamiliares creció de 1.780 pies cuadrados (165 m²) en 1978 a 2,479 pies cuadrados (230,3 m²) en 2007. Las razones para ello incluyen el crecimiento de las riquezas y del prestigio.
A Sarah Susanka se le atribuye haber iniciado el contra movimiento hacia el uso de casas más pequeñas cuando publicó, en 1997, The Not So Big House (Una casa no tan grande).

## Estado Actual
En 2005, en Estados Unidos, tras el huracán Katrina, Marianne Cusato desarrolló las Cabañas Catrina, que se construyen a partir de los 308 pies cuadrados (28,6 m²), representando una alternativa para los remolques FEMA.
Si bien las Cabañas de Cusato fueron creadas para proporcionar una solución agradable para una zona de desastre, han despertado un interés más amplio, por ejemplo, de desarrolladores de resorts.
Con la crisis financiera de 2007-2010, el movimiento de vivienda a pequeña escala atrajo mayor interés, puesto que ofrece viviendas más accesibles, con menos gastos de mantenimiento y amigables con el medio ambiente.
Aun así, las viviendas a pequeña escala representan un muy pequeño porcentaje en las transacciones de bienes raíces.  En efecto, sólo el 1% de los compradores adquieren viviendas con superficies inferiores a los 1000 pies cuadrados (92,9 m²). Las casas pequeñas se construyen también como una adición a la casa principal  (vivienda para los familiares de mayor edad,  como lugar en donde albergar a los hijos que retornan o pasan una temporada en casa, como una casa de huéspedes o como oficina en casa). Los precios varían entre los 20 mil y los 50 mil dólares, según datos de 2012.
En otros países, como Japón, también ha despertado interés la vivienda a pequeña escala. Japón es un país en el que el espacio es un bien escaso y muy preciado. Allí, Takaharu Tezuka construyó en Tokio La Casa Para Atrapar el Cielo (House to Catch the Sky), una casa para cuatro personas con 985 pies cuadrados (85,9 m²). En Austria, Peter Jungman ha diseñado y construido el UFOGEL, una mini vivienda que funciona como hotel en el Tirol del Este, con 484,4 pies cuadrados (45 m²) y capacidad para 8 personas. En Barcelona, España, Eva Prats y Ricardo Flores presentaron su Casa en una Maleta, con sólo 300 pies cuadrados (28 m²).
En Inglaterra, Abito desarrolló en Manchester una serie de apartamentos inteligentes de 353 pies cuadrados (32,8 m²). El arquitecto británico Richard Horton, en conjunto con la Universidad Técnica de Múnich, desarrolló la Casa Micro Compacta (M-CH),  un cubo de 76 pies cuadrados (7,1 m²) diseñado para 1 o 2 personas que cuenta con espacios funcionales destinados a dormir, trabajar, comer, cocinar y practicar la higiene.

## Pros y contras
Las casas más grandes son más costosas en términos de costos de construcción, impuestos, mantenimiento y reparación, calefacción y métodos de refrigeramiento.  En todos estos aspectos, en cambio,  las mini viviendas representan gran ahorro. Además, las casas a pequeña escala promueven una vida menos desorganizada y permiten reducir el impacto ecológico.
El tamaño tipo de estas viviendas es de unos 500 pies cuadrados (46 m²), enfatizando el diseño y la optimización del espacio sobre el tamaño. Generalmente, cuentan con mobiliario multi funcional e incorporan los equipos y electrodomésticos tecnológicamente más avanzados para poder ahorrar espacio sin perder funcionalidad.
La optimización vertical es muy común en las mini viviendas, con la implementación desniveles interconectados para no desaprovechar el espacio en alto. Las soluciones térmicas con aislamiento, maderas especiales, sistemas refrigerantes naturales, ventanales estratégicos que permiten iluminar y ventilar, son características que se repiten en este tipo de construcciones.
Dado que las viviendas a pequeña escala pueden ser muy atractivas como segundo hogar, su creciente utilización podría llevar al desarrollo de más tierras. Sin embargo, las personas interesadas en construir mini viviendas, pueden enfrentarse con la “discriminación” desde las mismas instituciones,  puesto que los códigos de construcción exigen para las viviendas un tamaño muy por encima del tamaño promedio de las mini viviendas.
Por otra parte, quienes intentan construir (o ya son propietarios de) una mini vivienda, se encuentran a veces con la hostilidad de sus vecinos, pues se pueden sentir amenazados al pensar que su propia vivienda puede desvalorizarse al estar próxima a una mini construcción. Sin embargo, hay evidencias que demuestran que este temor es infundado; de hecho, ocurre lo contrario: La valorización aumenta porque aumenta la densidad de esa zona. Algunos se preocupan también por este motivo; es decir, que si sus propiedades se revalorizan los impuestos serán mayores (esto ya excede a las mini viviendas, claro está).